# Naga Saribu II
Naga Saribu II is een bestuurslaag in het regentschap Humbang Hasundutan van de provincie Noord-Sumatra, Indonesië. Naga Saribu II telt 1160 inwoners (volkstelling 2010).